# بتروفاتس (بودفا)
بتروفاتس أو بتروفاتس نا مورو (سيريلية صربية: Петровац на Мору، (بالإيطالية: Castellastua)‏) هي بلدة ساحلية في الجبل الأسود وتتبع لبلدية بودفا.

## السكان
تبين من تعداد أجري في عام 2011 أن عدد سكان البلدة يبلغ 1,398. العرقيات كما يلي:
مونتينيغريون - 615 (43,99%)
صرب - 545 (38,98%)
كروات - 12 (0,86%)
آخرون - 226

## روابط خارجية
- Petrovac.org دليل سياحي (بالإنجليزية)